# Paul Brough (cầu thủ bóng đá)
Paul Brough (sinh ngày 24 tháng 1 năm 1965) là một cựu cầu thủ bóng đá người Anh thi đấu ở vị trí tiền đạo ở Football League cho York City, và ở Bóng đá non-league cho Knaresborough Town, York Railway Institute và Nestlé Rowntree.